# Antoine Watteau
« Watteau » redirige ici. Pour les autres significations, voir Watteau (homonymie).
Jean-Antoine Watteau, plus connu sous le nom d’Antoine Watteau, né le 10 octobre 1684 à Valenciennes et mort le 18 juillet 1721 à Nogent-sur-Marne, est un peintre français devenu célèbre par ses représentations de « fêtes galantes ».
Il est un des créateurs représentants du mouvement rocaille. Inspiré par la commedia dell'arte, il aime représenter le théâtre dans ses tableaux, que ce soit à travers les rideaux lourds ou les thèmes. Malgré une carrière brève d'une quinzaine d'années, il a connu le succès de son vivant et a laissé une œuvre considérable, des milliers de dessins et plus de deux cents tableaux que les princes d'Europe et les collectionneurs privés s'arrachaient. Ses peintures les plus célèbres sont un Pierrot (anciennement intitulé Gilles) et deux de ses Pèlerinages à l'île de Cythère.
Une des principales sources de renseignements sur sa vie est la biographie rédigée par son ami le comte de Caylus.

## Biographie
Jean-Antoine Watteau est le deuxième des quatre fils de Jean-Philippe Watteau (1660-1720), maître-couvreur, marchand de tuiles, et de Michelle Lardenois (1653-1727). Son père, souvent querelleur, boit volontiers et se montre violent, ne devant probablement pas épargner à ses fils des coups, ce qui peut expliquer le repli intérieur du jeune Jean-Antoine et une phtisie précoce, l'influence de cette maladie se retrouvant dans le psychisme et dans les tableaux du peintre.
La famille de Jean-Antoine encourage tôt sa vocation artistique. Vers l’âge de dix ans, il est peut-être mis en apprentissage chez Jacques-Albert Gérin (v. 1640 - 7 juin 1702), l’un des peintres renommés de la ville dont le musée et les églises de Valenciennes conservent quelques ouvrages dans le goût flamand.
Il monte à Paris et s'installe dans le quartier Saint-Germain-des-Prés où résident de nombreux artistes du nord, qualifiés de flamands, même s'ils sont, comme Watteau, du Hainaut. Sans protection, sans ressources, il est décidé à s’en procurer par le travail. Engagé d’abord par un peintre sans client, Métayer, qui ne peut le nourrir, il passe chez un fabricant de peintures, au pont Notre-Dame, qui l’emploie, avec quelques autres apprentis, à copier, en nombreux exemplaires, des images religieuses et des tableaux de genre, notamment une Vieille Liseuse de Gérard Dou, et un Saint Nicolas, très recherché par les dévots.
Tout en se livrant à cette besogne insipide moyennant « trois livres par semaine et la soupe tous les jours », Watteau se lie avec le peintre d'origine flamande Nicolas Vleughels, le peintre anversois Jean-Jacques Spoëde, élève de l’Académie royale, et avec Claude Gillot, peintre, dessinateur, graveur, décorateur, d’une verve intarissable et d’une fantaisie originale. « Gillot, ayant vu quelques dessins ou tableaux de Watteau, l’invita à venir demeurer chez lui. » L’accord entre le maître et l’élève, d’humeur également vive, n'est pas de longue durée. Néanmoins, Watteau conservera toujours pour Gillot une grande reconnaissance, car « c’est chez lui qu’il se débrouilla complètement », dira Edme-François Gersaint. C’est bien chez Gillot, en effet, qu’il prend le goût des scènes de théâtre, des fantaisies galantes, des arabesques à figurines, des mythologies et des singeries, et qu’il s’enhardit dans ses tendances naturelles à observer sans cesse les réalités environnantes et à jouir, en rêveur délicat, du spectacle de la vie mondaine ou rustique. Commençant comme peintre d'histoire, il va s'inscrire dans la querelle des Anciens et des Modernes et marquer le triomphe de la couleur, la victoire des « rubénistes », (les coloristes qui privilégient la force de la sensation), théorisée par Roger de Piles, sur les « poussinistes » (les dessinateurs qui privilégient la forme) représentés par Charles Le Brun.

Le Pèlerinage à l'île de Cythère, 1717.

Le financier et collectionneur Pierre Crozat l'invita à résider au château de Montmorency, aujourd'hui disparu, ancienne propriété de Charles Le Brun, qu'il avait achetée en 1702. Crozat y recevait de nombreux artistes. Watteau y réalisa des toiles du parc. Il travailla ensuite dans l'hôtel particulier de Crozat, acheté en 1704, situé au 91-93, rue de Richelieu, aux côtés du peintre Charles de La Fosse qui y résidait avec sa famille.
Après sa rupture d'avec Gillot, vers 1707 ou 1708, il entre dans l'atelier du décorateur Claude Audran III. En 1709, il tente le prix de Rome mais n'y obtient que la seconde place, ce qui lui ôte le privilège d'aller parfaire ses connaissances dans l'Académie de France à Rome. Il se remet au travail. Trois ans plus tard, en 1712, il devient membre de l’Académie. Mais ce n'est qu’en 1717, après cinq années de travaux, qu’il présente son morceau de réception, le fameux Pèlerinage à l’île de Cythère.
L'Enseigne de Gersaint peinte vers la fin de l'année 1720 constitue le dernier chef-d'œuvre de Watteau. Il sort de son cadre pastoral habituel pour se situer en plein Paris, au numéro 35 du pont Notre-Dame, adresse du nouvel établissement du marchand Gersaint auprès de qui Watteau assiste en remerciement de l'hébergement consenti.

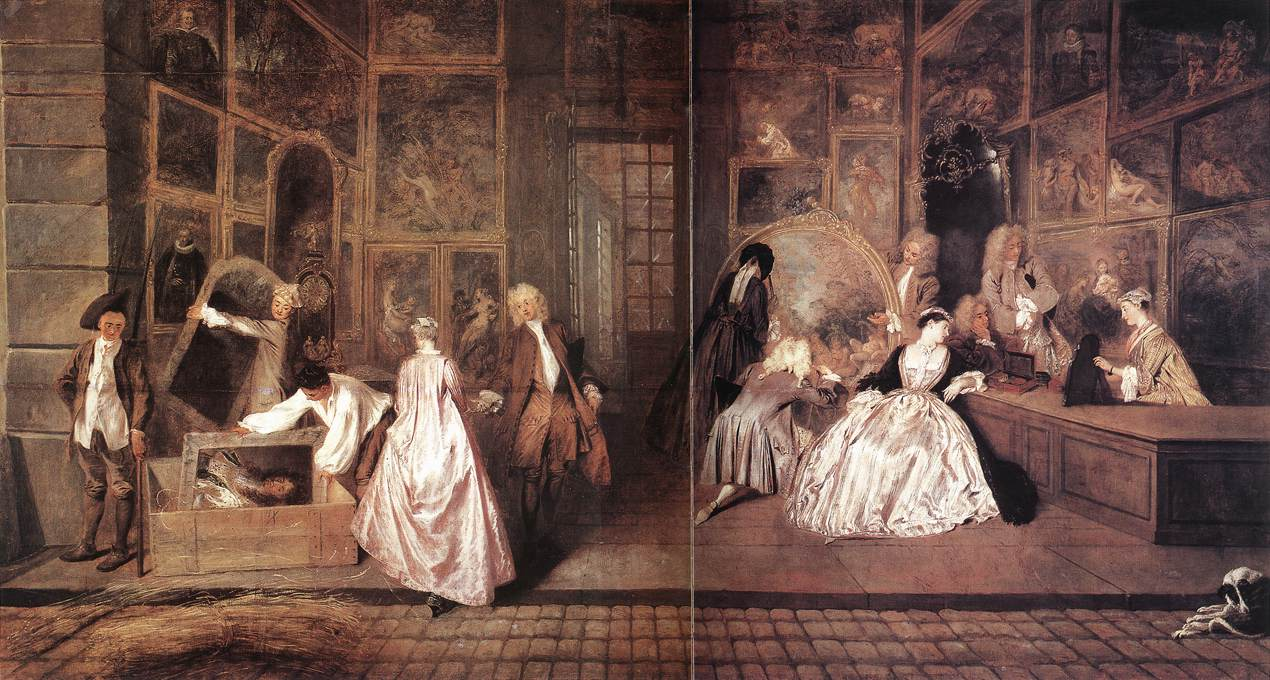
L'Enseigne de Gersaint, 1720, dernier chef-d'œuvre de Watteau.

Ses amis, parmi lesquels Nicolas Hénin, Gersaint, Antoine de la Roque, Pierre-Maurice Haranger, Pierre Crozat et Jean Jullienne, s'alarment de sa négligence concernant son avenir, sa situation financière et son état de santé précaire. En 1719, il choisit de partir pour Londres, peut-être afin de consulter le docteur Richard Mead, un des médecins les plus réputés de l'époque et un admirateur de l'œuvre du peintre. Cependant l'air de Londres ne lui a pas été d'un grand profit. Après son retour en France et quelques mois à Paris, Watteau passe les derniers mois de sa vie dans la propriété d'un ami de l'abbé Haranger, l'intendant des Menus-Plaisirs, Philipe Le Fevre. Il meurt dans les bras de Gersaint en 1721, peut-être des suites de la tuberculose, à l'âge de 36 ans. L'abbé Haranger a raconté que, durant ses derniers jours, Watteau était à demi conscient et muet, peignant en l'air des figures imaginaires.
Watteau semble condenser dans ses toiles l’esprit de la Régence, alors qu'il ne survécut que six ans à Louis XIV. Mort jeune, alors que ses tableaux se vendent cher, il a alors été copié par de nombreux suiveurs. De plus, plusieurs de ses quelque deux cents tableaux, en mauvais état, ont été repeints ou restaurés. Cela explique que l'historien d'art Jean Ferré n'attribue à Watteau que 39 toiles de manière indiscutable et juge une centaine douteuses, soulevant une polémique entre les experts.
Les tableaux de Watteau sont loin de se caractériser uniquement par une frivolité qui serait propre aux « fêtes galantes ». Une mélancolie sobre peut y être observée, un sentiment de la futilité de la vie, une légèreté pleine de grâce. Des peintres comme Nicolas Lancret et Jean-Baptiste Pater essaieront de reproduire ces thèmes, mais n'arriveront pas à capturer l'esprit et à rendre cette ambiguïté.
Son plus jeune frère, Noël-Joseph Watteau (1689-1756), sera le père du peintre Louis Joseph Watteau (1731-1798) dont l'aîné des 12 enfants deviendra à son tour peintre : François Watteau (1758-1823).

### Sépulture
Watteau est emporté par la tuberculose à l'âge de 36 ans. Il est inhumé dans un tombeau modeste à l’intérieur de l’église Saint-Saturnin de Nogent-sur-Marne, mais les tombeaux de l’église, dont celui de Watteau, sont profanés lors de la Révolution de 1789 et les ossements jetés pêle-mêle dans une fosse de l’ancien cimetière, qui entourait l’église. Au XIXe siècle, la disparition de toutes traces du peintre à Nogent motiva la construction d'un monument sur l’endroit présumé de la fosse commune. Sous la forme d'un cénotaphe orné d'un buste en marbre sculpté par Louis Auvray un monument commémoratif est inauguré en 1865. Le monument a bénéficié d'une inscription à l'inventaire général du patrimoine culturel le 16 février 1989.

## Watteau et la musique de son temps

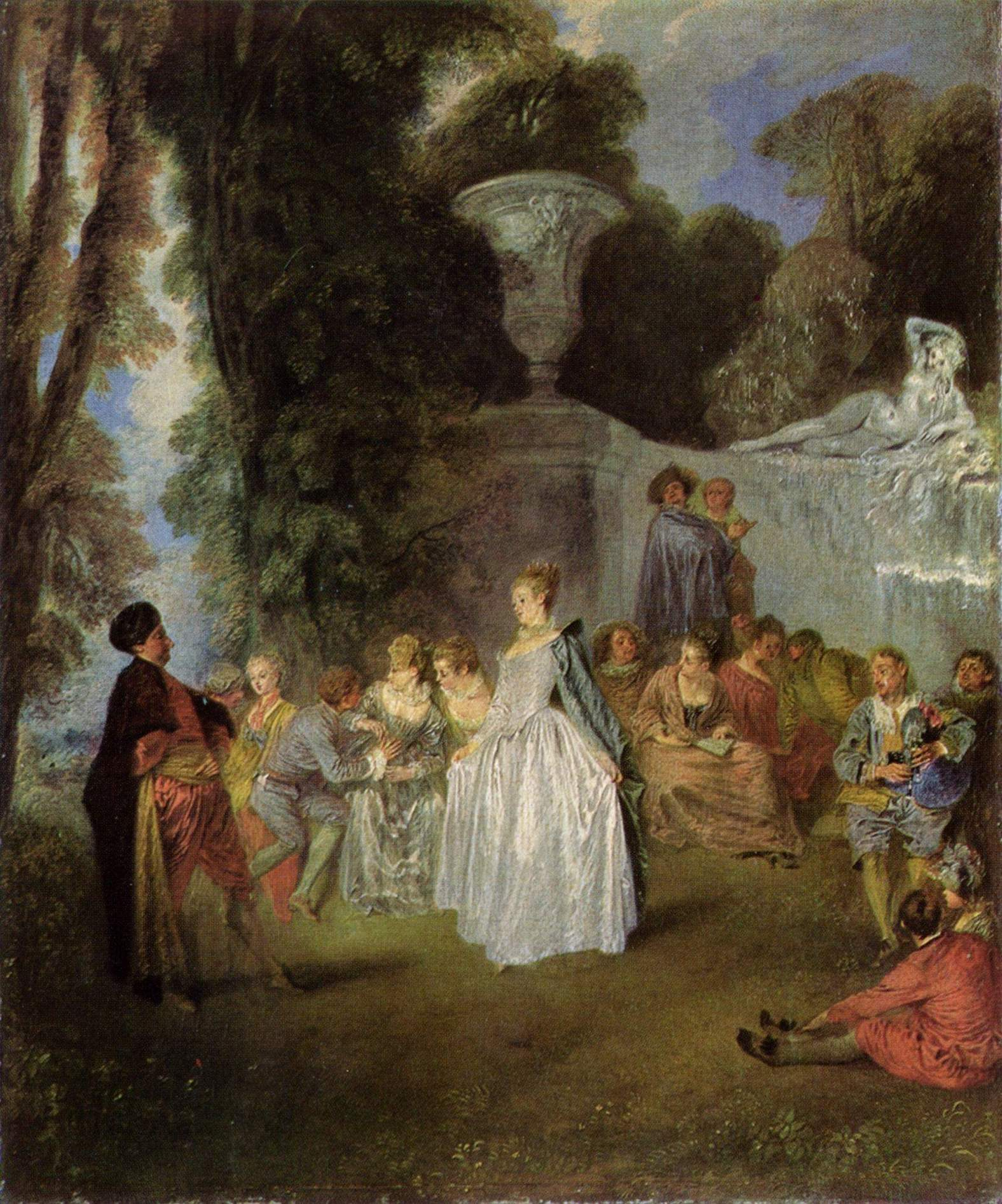
Fêtes vénitiennes, v. 1717. Watteau s’est lui-même représenté, assis, jouant de la musette de cour, à droite du tableau.

Les Fêtes vénitiennes, tableau peint vers 1718-1719, a été nommé ainsi, a posteriori (après la mort de Watteau), en écho à l'opéra-ballet d'André Campra (1710), œuvre alors très bien reçue. À droite du tableau, Watteau s'est lui-même représenté, assis, jouant de la musette de cour (une variété de cornemuse à soufflet, très répandue aux XVIIe et XVIIIe siècles). Sur la même ligne que lui, l'attitude de l'homme et de la femme debout rappelle celle de la danse. Selon Michael Clarke, l'homme représenté est un ami de Watteau, peintre également.
Un autre tableau, Les Charmes de la vie (vers 1718), met en présence trois instruments à cordes différents. Watteau met en évidence un violoncelle, instrument d'origine italienne qui supplantera bientôt la viole de gambe. Le rôle principal est attribué au joueur de théorbe (grand instrument appartenant à la famille du luth). L'interprète semble être occupé à l'accorder. À l'opposé, une femme assise joue (ou se prépare à jouer) d'un instrument qui est certainement une guitare baroque. Il y a clairement une opposition entre la discrétion de la guitariste et le mouvement plus démonstratif du théorbiste. On remarque aussi que, dans ce moment préparatoire, les deux personnages ne s'adressent pas directement l'un à l'autre, selon le principe des lignes courbes, cher à la gestique de la scène baroque. Dans la musique de cette époque, le théorbe et le violoncelle sont souvent alliés en tant qu'instruments de basse continue, qui soutiennent ainsi, harmoniquement et mélodiquement, les parties supérieures. Mais leur rôle n'est pas toujours limité à cela. Ici, le principal couple annoncé est vraisemblablement celui qui va être constitué par le duo (ou le dialogue) entre le théorbe et la guitare.
Un autre tableau, L'Accord parfait (1718), montre avant tout deux personnages reliés par la musique : une jeune femme assise tient un livre de musique ouvert entre les mains, afin que l'homme assis à son côté puisse lire la pièce qu'il est en train de jouer au traverso (la flûte traversière ou « flûte allemande », qui commençait à s'imposer en France). Le costume du flûtiste est sombre, en opposition avec celui de la jeune femme, qui est peut-être son élève. Du reste, l'homme semble plus âgé. À leurs pieds, un jeune homme, attentif. Son corps est tourné vers eux : il nous tourne donc le dos. Il est ainsi comme nous, spectateur, mais n'appartient pas à notre monde. Il paraît accompagner avec sa main ce qu'il entend. On devine ainsi qu'il est en parfait accord avec ce qu'il perçoit, même si son regard, intérieur, n'est pas non plus tourné vers ses compagnons : il leur tend plutôt une oreille attentive.
Derrière ces personnages passe un couple en conversation intime, dont l'« accord parfait » répond à celui du couple musicien et de leur auditeur. La frondaison sous laquelle tout ceci se déroule crée une atmosphère d'intimité. Les trouées de lumière évitent de créer l'enfermement, mais plutôt de la douceur et de la légèreté. L'éclairage vient principalement du devant mais aussi de gauche et de droite, en arrière-plan et encadre ainsi toute la scène. Il n'y a pas de lutte entre ombre et lumière mais différents plans ou différents moments. Le ciel et les quelques volutes de nuages au-dessus des deux têtes penchées sur le livre évoque un plafond de théâtre et comme un accord ou une bénédiction céleste. À remarquer qu'il n'y a pas d'accord parfait au sens musical du terme, puisqu'il s'agit d'une pièce jouée à la flûte seule.

## Influence postérieure

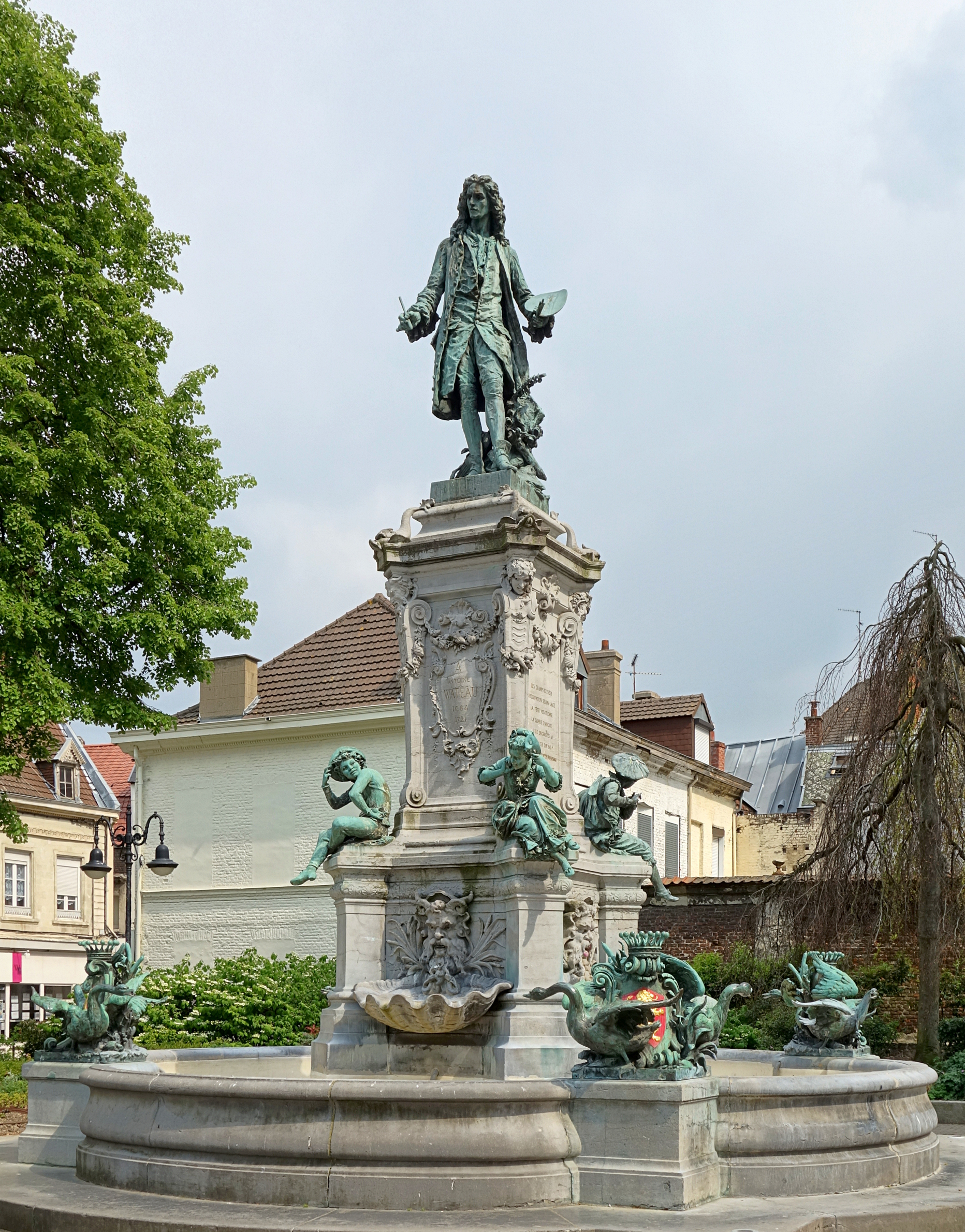
Statue de Watteau par Jean-Baptiste Carpeaux à Valenciennes.

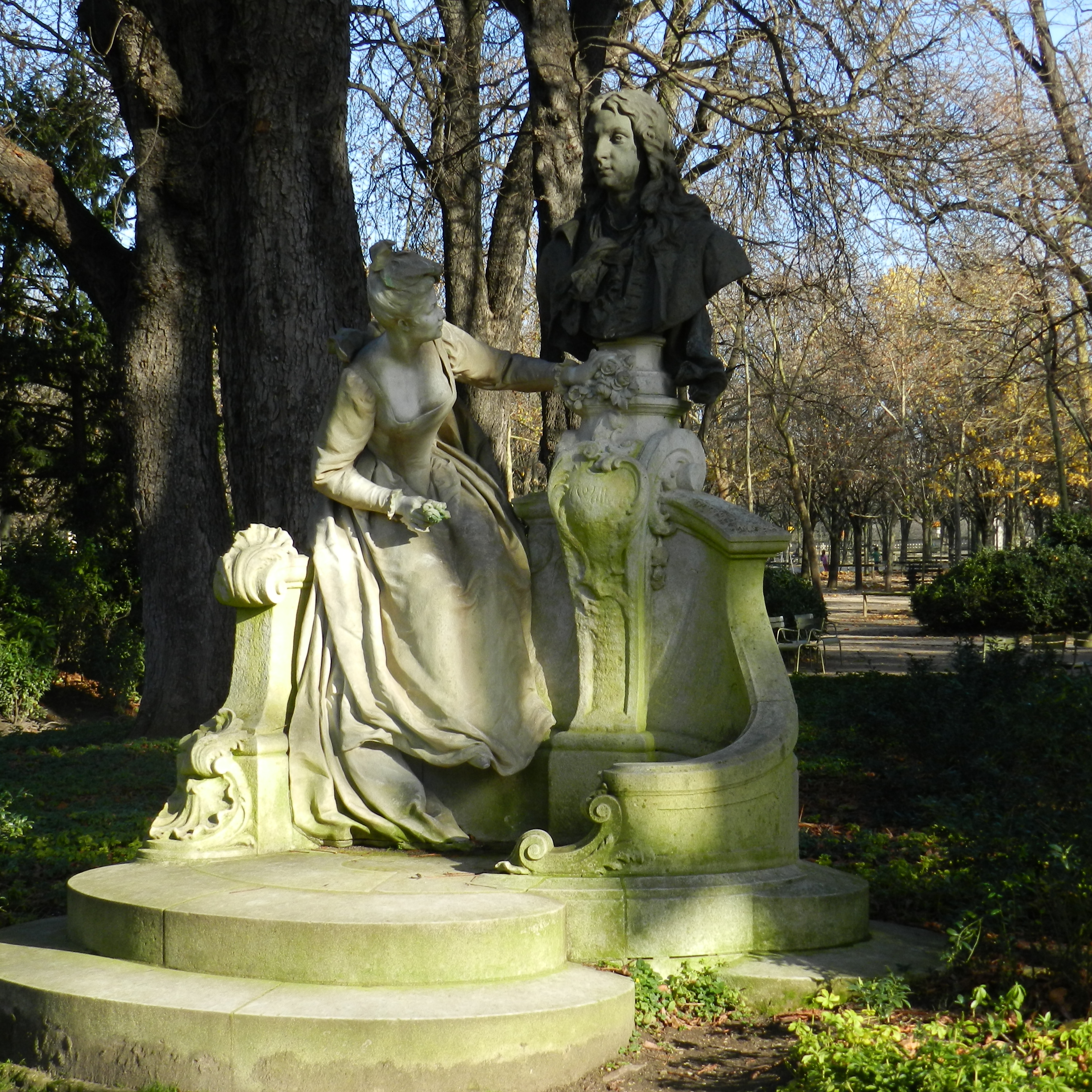
Monument à Antoine Watteau au jardin du Luxembourg, réalisé par le sculpteur Henri Désiré Gauquié.

Il a été beaucoup diffusé après sa mort par la gravure, grâce à Jean Jullienne, ami et grand collectionneur du peintre qui a ainsi contribué à sa notoriété. Les titres donnés aujourd'hui sont d'ailleurs souvent ceux donnés aux estampes.
Certains critiques d’art ont vu dans ses œuvres un signe avant-coureur de l’impressionnisme.
Le traitement si original des paysages et des personnages, caractérisé par une atmosphère poétique distincte, par un flou nimbé de tristesse, lui vaudra d’exercer une grande influence dès son siècle. Bien que sa peinture rococo disparaisse totalement avec la Révolution française qui la vilipende, laissant alors la place au style néoclassique, Watteau est réhabilité dès le siècle suivant.
Au XIXe siècle, son influence devient claire, comme l'attestent les acquisitions ou les legs dans les collections nationales du Louvre principalement au milieu de ce XIXe siècle (Le Louvre en conserve actuellement quatorze).
Le peintre anglais William Turner lui rend hommage dans un tableau de 1831, conservé à la Tate Britain de Londres. Intitulé, Étude de Watteau selon les règles de du Fresnoy, il illustre un principe coloristique de ce théoricien, selon lequel le blanc «peut porter un objet en arrière, ou le rapprocher». Watteau apparaît au centre, entouré d'admirateurs et d'exemples de son travail que Turner connaissait, y compris Les Plaisirs du bal (le grand tableau à gauche, maintenant à la Dulwich Picture Gallery) et La Lorgneuse (le plus petit tableau encadré) appartenant à son ami, le poète Samuel Rogers, et aujourd'hui dans une collection privée.
Dans un poème écrit en 1838, Théophile Gautier évoque l’atmosphère qui se dégage de l’œuvre de Watteau. Dans sa nouvelle Sylvie publiée pour la première fois dans la Revue des deux Mondes en 1853, Gérard de Nerval intitule son quatrième chapitre Un voyage à Cythère. Le narrateur se souvient d'une fête patronale à Senlis et d'une traversée d'un lac dans le goût de Watteau. En 1854, le critique d’art Charles Blanc publie Les Peintres des fêtes galantes, un livre de faible pagination, mais à fort tirage. En 1857, Baudelaire consacre un quatrain au peintre dans Les Phares, le mettant au niveau des plus grands maîtres.
Puis Verlaine publie en 1869 un recueil intitulé Fêtes galantes, inspiré d’évidence par le tableau de réception de Watteau à l’Académie, le Pèlerinage à l'île de Cythère.
Les frères Goncourt s’intéressent à l’artiste en 1881 avec leur étude consacrée à L’Art au XVIIIe siècle. Ils voient en Watteau « le grand poète » du siècle passé.
Pourtant, le jeune Jean-François Millet rejette cette peinture quand il découvre les musées parisiens vers 1837 : « Watteau non plus n'était pas mon homme. Ce n'était pas le Boucher pornographe, mais c'était un petit monde de théâtre qui me peinait. J'y voyais bien le charme de la palette et la finesse de l'expression et jusqu'à la mélancolie de ces bonshommes de coulisses condamnés à rire. Cependant les marionnettes me revenaient sans cesse à l'esprit et je me disais que toute cette petite troupe allait rentrer dans une boîte après le spectacle et y pleurer sa destinée. »
Au XXe siècle, certaines toiles gagnent en importance. L’Indifférent est de celles-ci. Rilke lui rend hommage dans un de ses poèmes écrits en français. Paul Claudel voit dans le seul personnage de cette huile un « messager de nacre », un « avant-courrier de l’Aurore », dont il compare la démarche à celle du « poète ambigu, inventeur de sa propre prosodie, dont ne sait s’il vole ou s’il marche, son pied, ou cette aile quand il le veut déployée, à aucun élément étranger, que ce soit la terre, ou l’air, ou le feu, ou cette eau pour y nager que l’on appelle éther ! » Dans En lisant, en écrivant, Julien Gracq dit de la Chartreuse de Parme de Stendhal que « les paysages de la Lombardie et des Alpes y ont le flou voluptueux et embrumé des paysages de Watteau ». Philippe Sollers professe une grande admiration pour le peintre et le mentionne dans nombre de ses ouvrages. Son roman La Fête à Venise, titre notamment choisi en opposition à la nouvelle de Thomas Mann La Mort à Venise, fait aussi écho au tableau de Watteau Fêtes vénitiennes. Sollers a consacré au peintre une monographie en 1992, parue chez Flammarion : Watteau et les femmes.
Une autre caractéristique de Watteau devait avoir par la suite une grande importance : sa fidélité à lui-même. En effet, comme le note l'historien de l'art britannique Michael Levey, Watteau « a créé, involontairement, le concept de l'artiste individualiste, loyal à lui-même, et à lui-même seulement ».

## Galerie

Le Singe sculpteur, v. 1710, Orléans, musée des beaux-arts.
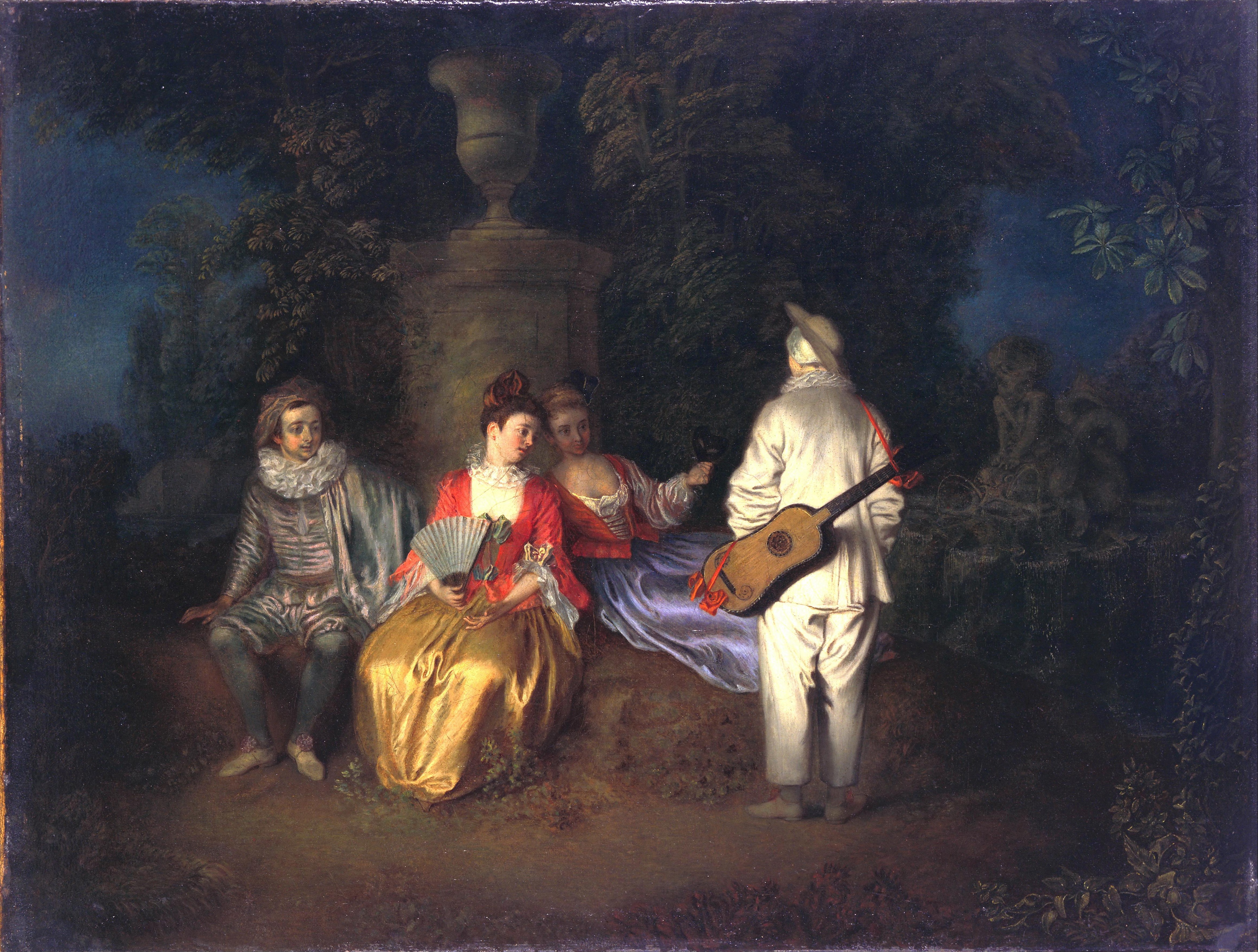
La Partie carrée, v. 1713, San Francisco, musée des beaux-arts.
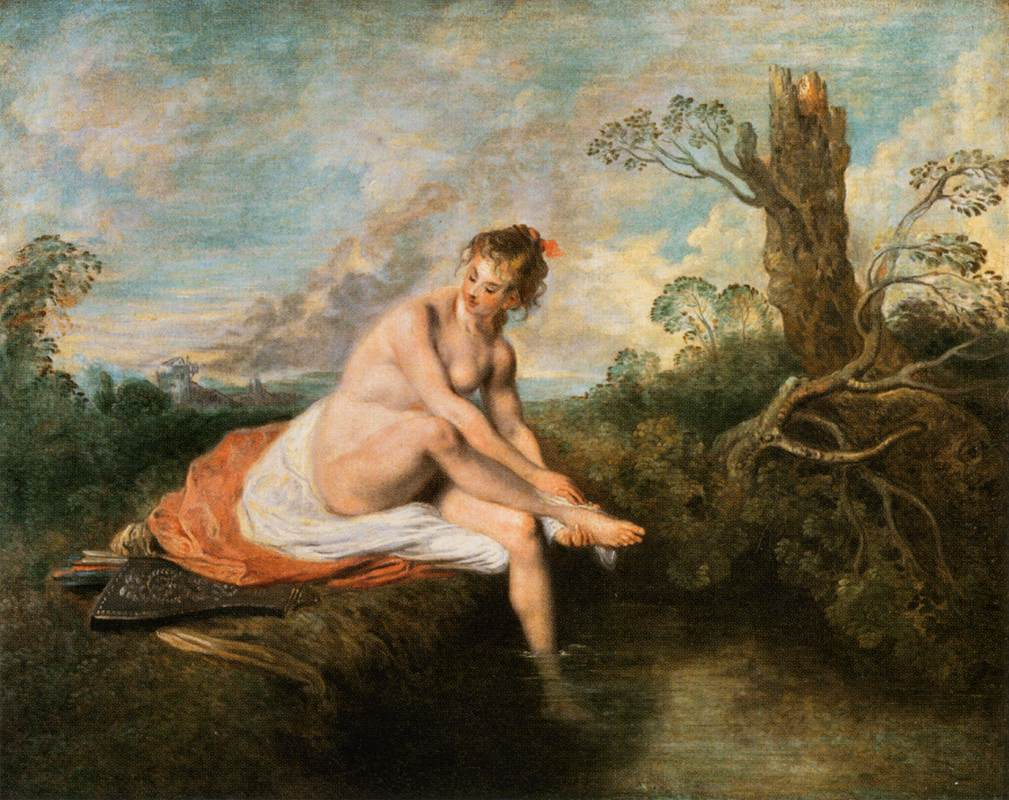
Diane au bain, 1715-1716, Louvre.
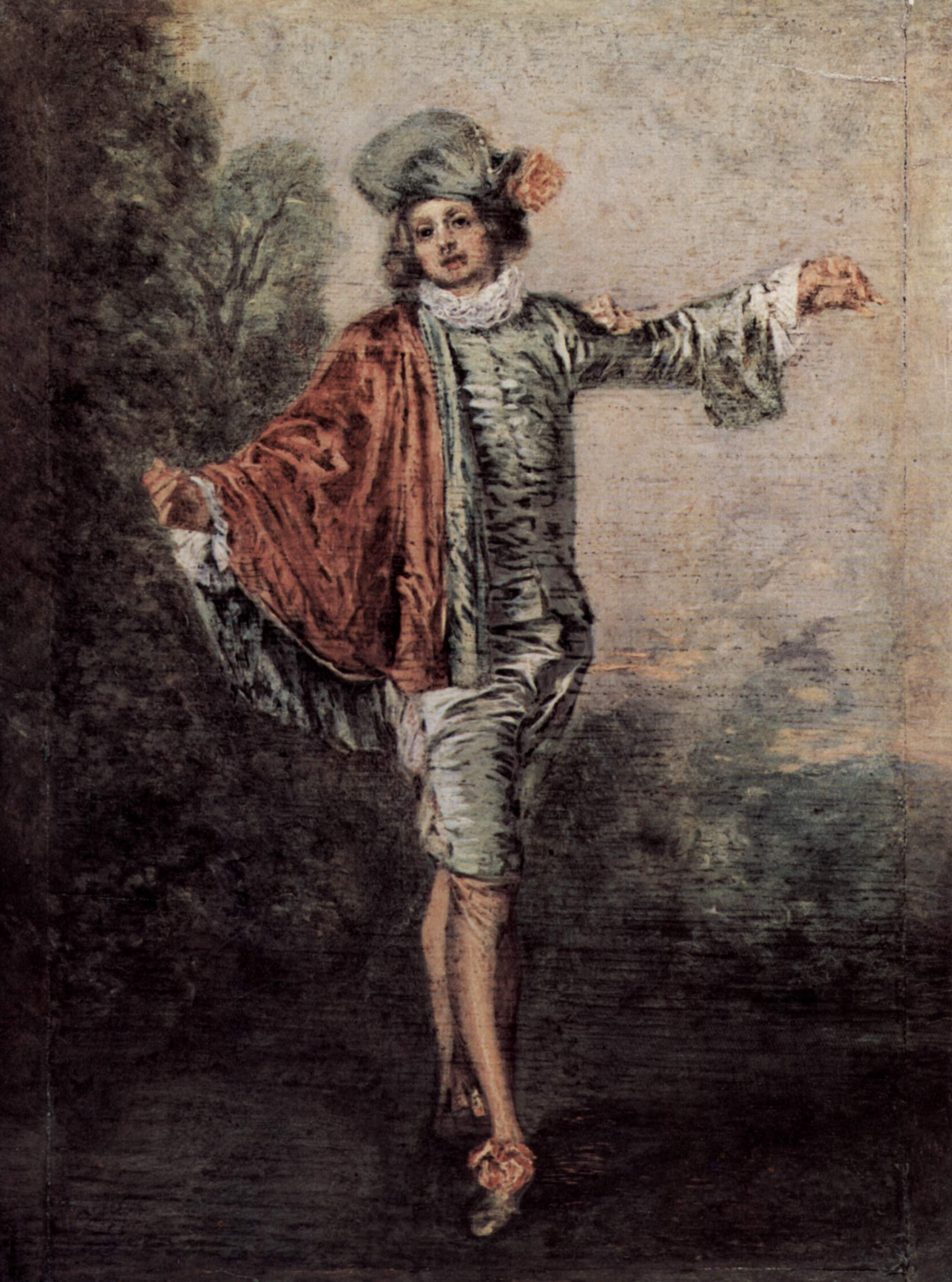
L'Indifférent, 1717, Louvre.
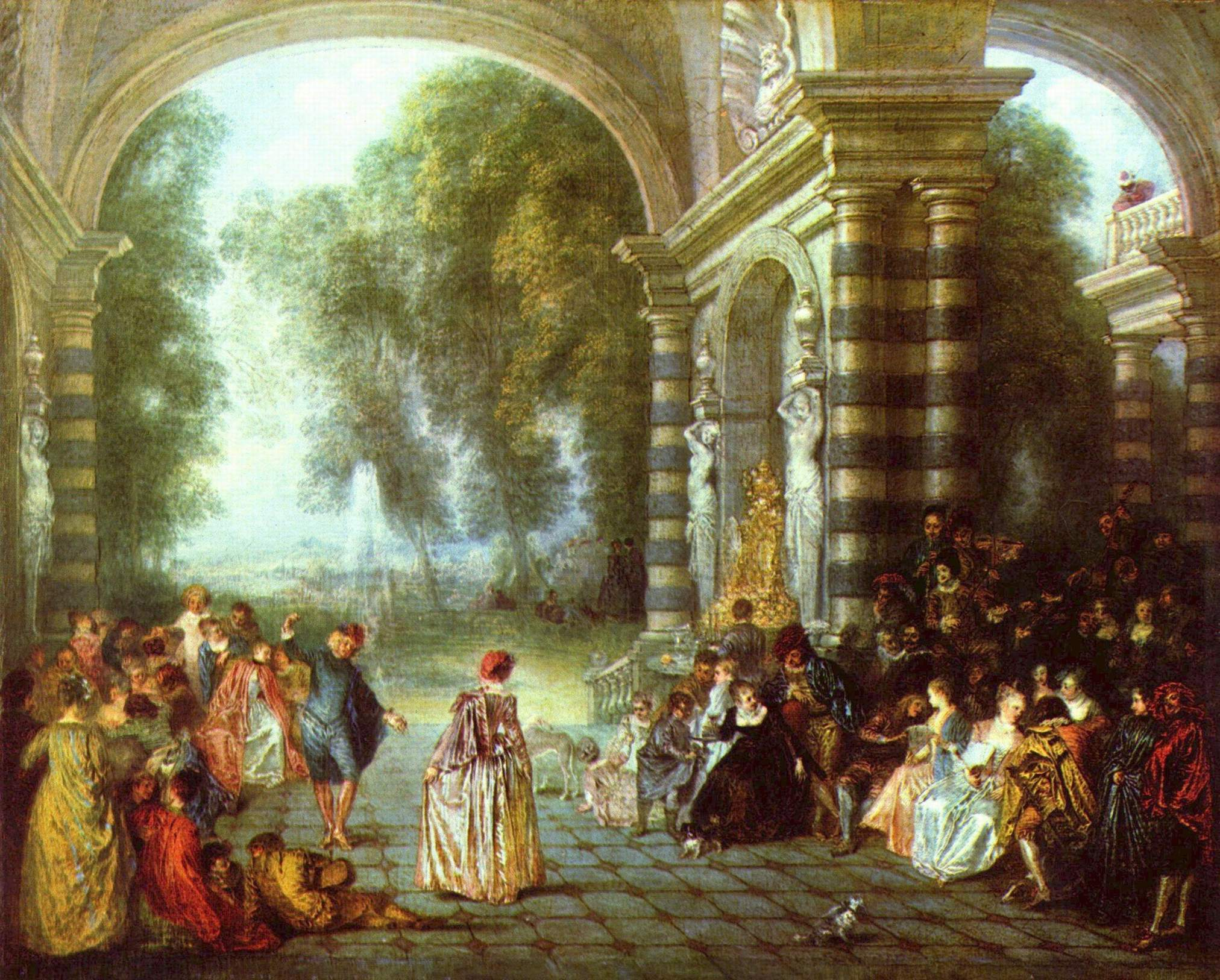
Les Plaisirs du bal, v. 1717, Dulwich Picture Gallery.
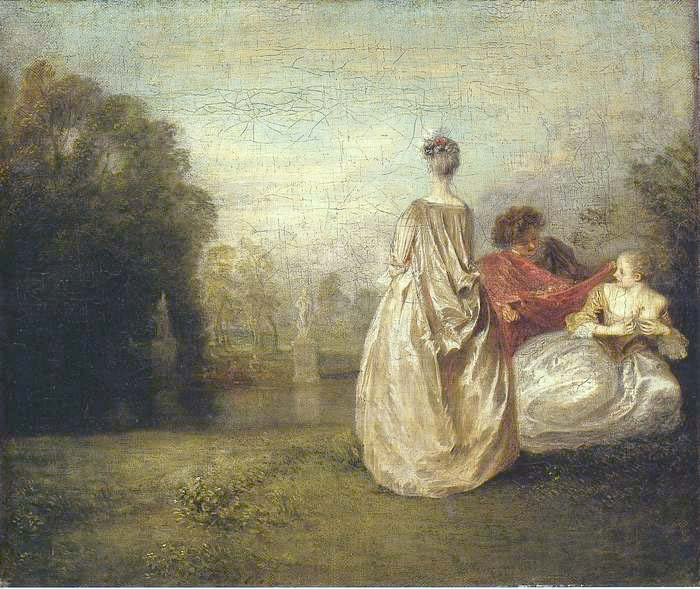
Les Deux Cousines, v. 1717-8, Louvre.
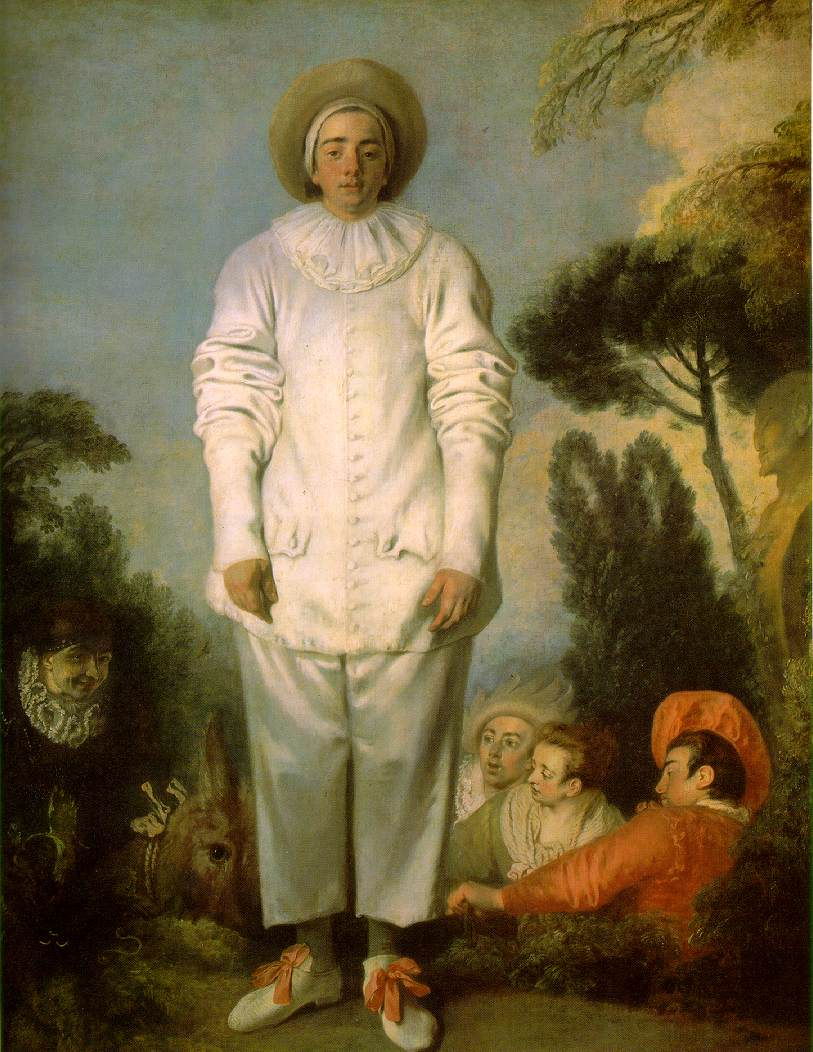
Pierrot, 1718-9, Louvre.

## Principales œuvres
- Les Acteurs de la Comédie-Française (ou La Mascarade), 1710-1712, (musée de l'Ermitage, Saint-Pétersbourg).
- La Partie carrée, v. 1713, (Fine Arts Museum of San Francisco, San Francisco).
- Paysage avec une chute, 1714 (musée de l'Ermitage, Saint-Pétersbourg).
- La Perspective (fête dans le parc de Pierre Crozat), 1715 (musée des beaux-arts de Boston, Boston).
- La Proposition embarrassante, 1715-1716 (musée de l'Ermitage, Saint-Pétersbourg).
- Le Plaisir pastoral, vers 1715 (musée Condé, Chantilly).
- L'Amour désarmé, vers 1715 (musée Condé, Chantilly).
- Les Deux Cousines, huile sur toile, 1716 (Louvre, Paris).
- Le Pèlerinage à l'île de Cythère, 1717 (musée du Louvre, Paris).
- Le Donneur de sérénades, vers 1715 (musée Condé, Chantilly).
- L’Indifférent, huile sur toile, 26 × 19 cm, 1717 (musée du Louvre, Paris).
- Pierrot, Arlequin, Sylvie et Scapin, huile sur toile, 28 x 39 cm, Gray (Haute-Saône), musée Baron-Martin.
- L'Amante inquiète, 1717-1720 (musée Condé, Chantilly).
- Les Bergers, vers 1717 (château de Charlottenburg, Berlin).
- La Surprise, peinte vers 1718, disparue depuis 160 ans, est retrouvée en 2008 dans l'héritage d'une famille anglaise vendu plus de 15 millions d'euros en juillet 2008.
- L'Accord parfait, constitue un diptyque avec La Surprise.
- La Boudeuse, vers 1718 (musée de l'Ermitage, Saint-Pétersbourg).
- Pierrot (autrefois dit Gilles), 1718-1719 (musée du Louvre, Paris).
- Fêtes vénitiennes, huile sur toile, 56 × 46 cm, National Gallery of Scotland, Édimbourg.
- Mezzetin, 1718-1720 (Metropolitan Museum of Art, New York).
- Le Repos pendant la fuite en Égypte, 1719, Guggenheim Hermitage, Las Vegas.
- L'Enseigne de Gersaint, 1720 (château de Charlottenburg, Berlin).
- Les Comédiens italiens, 1719-1720 (National Gallery of Art, Washington).
- La Vraie Gaieté, s.d. (musée des Beaux-Arts de Valenciennes, Valenciennes).

## Dessins
Beaux-Arts de Paris :
- Trois études de soldats et un homme agenouillé vu de dos[31], sanguine, H. 0,122 ; L. 0,195 m. Les différentes figures de soldats de cette feuille ont été réutilisées dans deux toiles de l'artiste : Alte (Musée Thyssen-Bornemisza à Lugano), qui fut gravé par Jean Moyreau, et Détachement faisant alte, tableau perdu connu grâce à l'estampe de Charles-Nicolas Cochin. Ces deux gravures sont tirées du Recueil Jullienne conçu entre 1726 et 1728, recueil de gravures de dessins que Jean-Antoine Watteau exécuta entre 1709 et 1715. Ces dessins sont des études sur le vif de camps et de soldats, réalisées lors du retour de Watteau à Valenciennes[32].
- Feuilles d'études : deux hommes en tricorne, et deux têtes de femmes tournées vers la gauche[33], sanguine, H. 0,160 ; L. 0,204 m. Cette feuille datée de 1710-1711 se rattache aux études préparatoires pour le recueil gravé intitulé Figures Françoises et Comiques datant de 1715. Watteau cherche à saisir les attitudes caractéristiques de son modèle posant dans son atelier et à décrire avec soin les détails vestimentaires du costume. On retrouve ce même modèle dans d'autres dessins datés de la même année. Le personnage situé à gauche de la feuille des Beaux-Arts fut repris dans l'Homme debout appuyé sur sa canne, gravé par Charles-Nicolas Cochin le père, dans les Figures Françoises et Comiques[34].
- Deux hommes, l'un debout, l'autre assis[35], sanguine, H. 0,183 ; L. 0,177 m. Ces deux personnages ont été réutilisés pour La Conversation, tableau généralement daté vers 1712-1713 conservé au Museum of Art à Toledo. Ce dessin, daté vers 1712-1713, est proche des études exécutées vers 1710-1712 destinées à être utilisées pour les Figures de modes ou les Figures Françoises et Comiques. Ce type de personnages élégants et sveltes  influença le jeune François Boucher, comme en témoigne le Groupe de gentilhommes du musée des Beaux-Arts d'Orléans, exécuté à la sanguine également[36].
- Trois études de soldats, deux allongés, un assis[37], sanguine, H. 0,175 ; L. 0,218 m. Au verso : Un groupe de comédiens vus de face avec un rideau de théâtre à droite. Ce dessin de soldats fait partie des études les plus tardives à sujet militaire de l'artiste, datées suivant les historiens de l'art tantôt vers 1712-1713, tantôt vers 1714-1715. Elles furent réutilisées pour les deux derniers tableaux de ce type, aujourd'hui perdus - Recrue allant joindre le régiment et Escorte d'équipages -, gravés successivement par Henri-Simon Thomassin et Laurent Cars. Le verso est à rapprocher de deux peintures tardives de l'artiste : les Comédiens italiens (National Gallery of Art, Washington) et les Comédiens français (Metropolitan Museum of Art, New York), toutes deux datées vers 1720[38].
- Allégorie de l'Eté : projet d'écran avec des instruments de jardinage et un mascaron[39], sanguine, et pierre noire pour l'étude de fleur en haut à droite, H. 0,264 ; L. 0,240 m. Cette étude est un témoignage de la production décorative de Watteau qui a peu survécu. Il s'agit d'une étude préparatoire pour l'un des dix modèles d'écrans gravés par Gabriel Huquier et consacrée à différentes allégories sur les thèmes des saisons, des sens et de l'alliance. L'étude des Beaux-Arts est la seule aujourd'hui conservée pour cet ensemble[40].
- Moïse sauvé des eaux[41], sanguine, H. 0,214 ; L. 0,304 m. La thématique religieuse est inhabituelle dans l'œuvre de Watteau, ce qui poussa certains historiens de l'art à considérer ce dessin comme une première pensée, abandonnée par la suite, pour Le Pèlerinage à l'isle de Cithère         (Musée du Louvre, Paris). Très achevée dans sa conception, cette feuille n'offre aucun lien avec une autre œuvre de Watteau. L'artiste s'inspire pour sa composition du Moïse sauvé des eaux de Véronèse (National Gallery of Art, Washington), qu'il pouvait admirer chez son ami Pierre Crozat, ou plus encore de Moïse sauvé des eaux de Charles de La Fosse (musée du Louvre, Paris)[42].
- Feuille d'études : deux femmes, un Arlequin, deux têtes de femme et d'homme[43], sanguine, craie et pierre noire sur papier beige, H. 0,233 ; L. 0,355 m. Cette feuille, sans doute l'une des plus célèbres des Watteau, est un merveilleux exemple du procédé des trois crayons (sanguine, craie et pierre noire) que François Boucher reprit quelques années plus tard. Elle date de la maturité de l'artiste, vers 1714-1716. Les divers motifs de la feuille furent sans doute exécutés en plusieurs temps et réutilisés dans différentes compositions par Watteau. La figure de la femme assise à gauche est une étude pour La Finette (musée du Louvre, Paris). Cette feuille reflète les intérêts de l'artiste pour la danse, la musique et le théâtre[44].
- Femme esquissant un pas de danse[45], sanguine et rehauts de blanc sur papier beige foncé, H. 0,210 ; L. 0,118 m. La jeune femme du dessin s'apprête à exécuter un pas de danse très codifié, peut-être d'un menuet traditionnel. Elle ne réapparaît cependant dans aucune composition peinte de l'artiste. On la date vers 1715-1716. On peut toutefois la rapprocher d'une autre jeune femme esquissant un pas de danse, gravée par Jacques-Philippe Le Bas, planche 2 des Figures de différents caractères[46].

Musée des Beaux-Arts d'Orléans: 
- Buste d’enfant, 1717, sanguine, pierre noire et rehauts de craie blanche sur papier vergé (feuille agrandie au niveau des bords supérieur et latéral gauche), 18 x 12,2 cm[47].

## Divers
- Dans le film Ce que mes yeux ont vu (2007) de Laurent de Bartillat avec Sylvie Testud, James Thierrée et Jean-Pierre Marielle entre autres, le thème principal est l'étude des œuvres d'Antoine Watteau.
- Paul Verlaine s'est inspiré de ses tableaux pour composer les Fêtes galantes.
- Le poète Luca Traini a composé le drame Résurrection et mort de Jean-Antoine Watteau (1989), diffusé en Italie sur RAI 2 (1997).
- Pierre Michon consacre la deuxième nouvelle de son livre Maîtres et serviteurs (1990) aux séjours que fit Watteau à Nogent.

#### Bases de données et dictionnaires
- Ressources relatives aux beaux-arts :   - AGORHA
  - Art Institute of Chicago
  - Art UK
  - Artists of the World Online
  - Bénézit
  - British Museum
  - Galerie nationale de Finlande
  - J. Paul Getty Museum
  - Kunstindeks Danmark
  - Musée d'art Nelson-Atkins
  - Musée du Prado
  - Musée national du Victoria
  - Musée Städel
  - Musée Thyssen-Bornemisza
  - Museum of Modern Art
  - National Gallery of Art
  - National Portrait Gallery
  - Nationalmuseum
  - RKDartists
  - Royal Academy of Arts
  - Smithsonian American Art Museum
  - Te Papa Tongarewa
  - Union List of Artist Names
- Ressources relatives à la musique :   - Discogs
  - MusicBrainz
  - Répertoire international des sources musicales
- Ressources relatives à la recherche :   - Bibliothèque interuniversitaire de santé
  - La France savante
- Ressource relative à la littérature :   - Internet Speculative Fiction Database
- Ressource relative à la santé :   - Bibliothèque interuniversitaire de santé
- Notices dans des dictionnaires ou encyclopédies généralistes :   - Britannica
  - Brockhaus
  - Den Store Danske Encyklopædi
  - Deutsche Biographie
  - Enciclopedia italiana
  - Enciclopédia Itaú Cultural
  - Gran Enciclopèdia Catalana
  - Hrvatska Enciklopedija
  - Internetowa encyklopedia PWN
  - Nationalencyklopedin
  - Store norske leksikon
  - Treccani
  - Universalis
  - Visuotinė lietuvių enciklopedija
- Notices d'autorité :   - VIAF
  - ISNI
  - BnF (données)
  - IdRef
  - LCCN
  - GND
  - Italie
  - Japon
  - CiNii
  - Espagne
  - Pays-Bas
  - Pologne
  - Israël
  - NUKAT
  - Catalogne
  - Suède
  - Vatican
  - Australie
  - WorldCat

#### Autres liens
- Peintures de Antoine Watteau dans la base Joconde
- Dessins de Antoine Watteau dans la base Joconde.
- (en) Antoine Watteau, sur la Web Gallery of Art.
- « Le Gilles de Watteau », sur pileface.com.
- « La musique savante de Watteau et de Sollers », sur pileface.com.